# Palpita munroei
Palpita munroei là một loài bướm đêm trong họ Crambidae.